# Яструб туркестанський

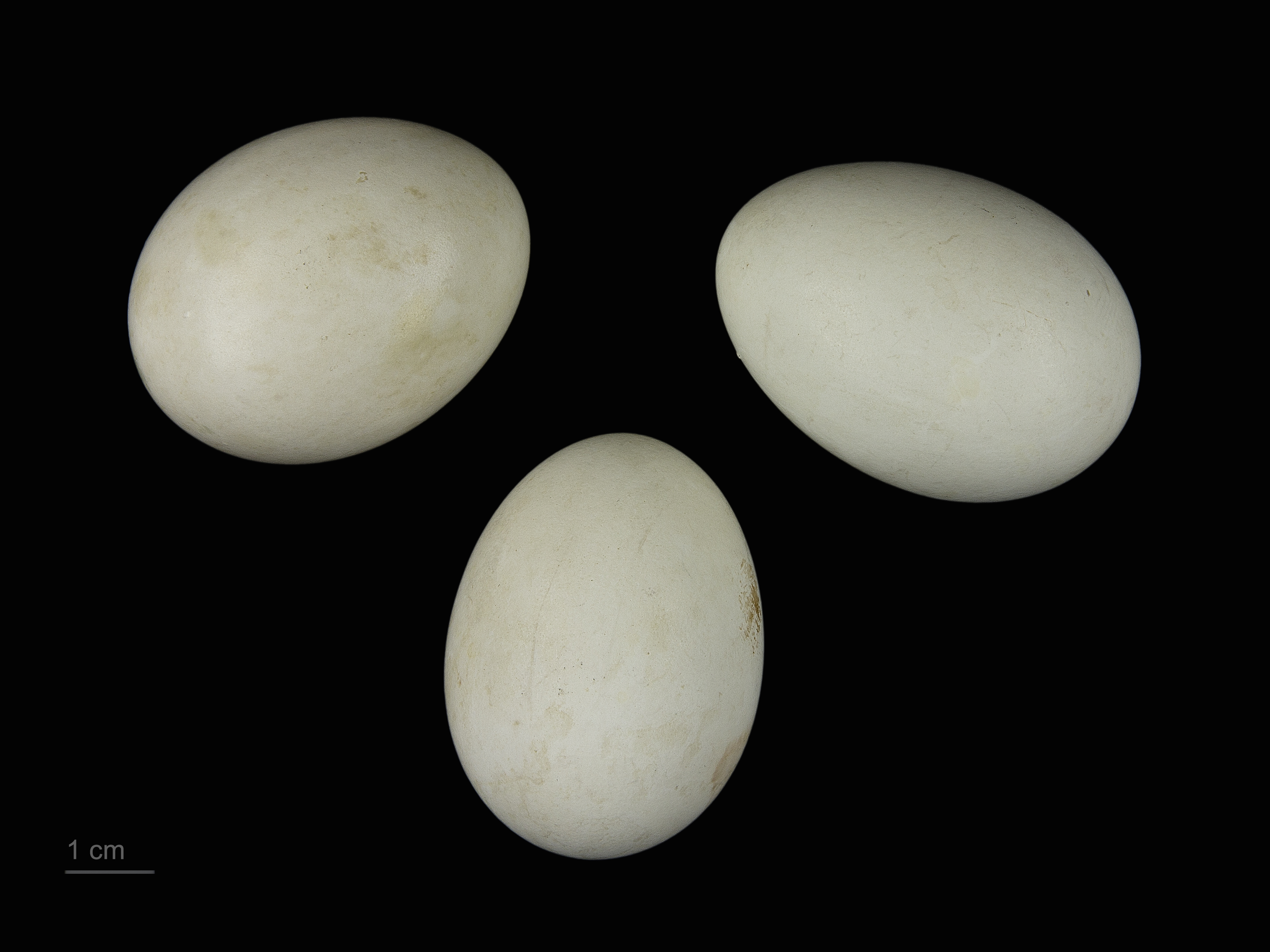
яйце Accipiter badius - Тулузький музей

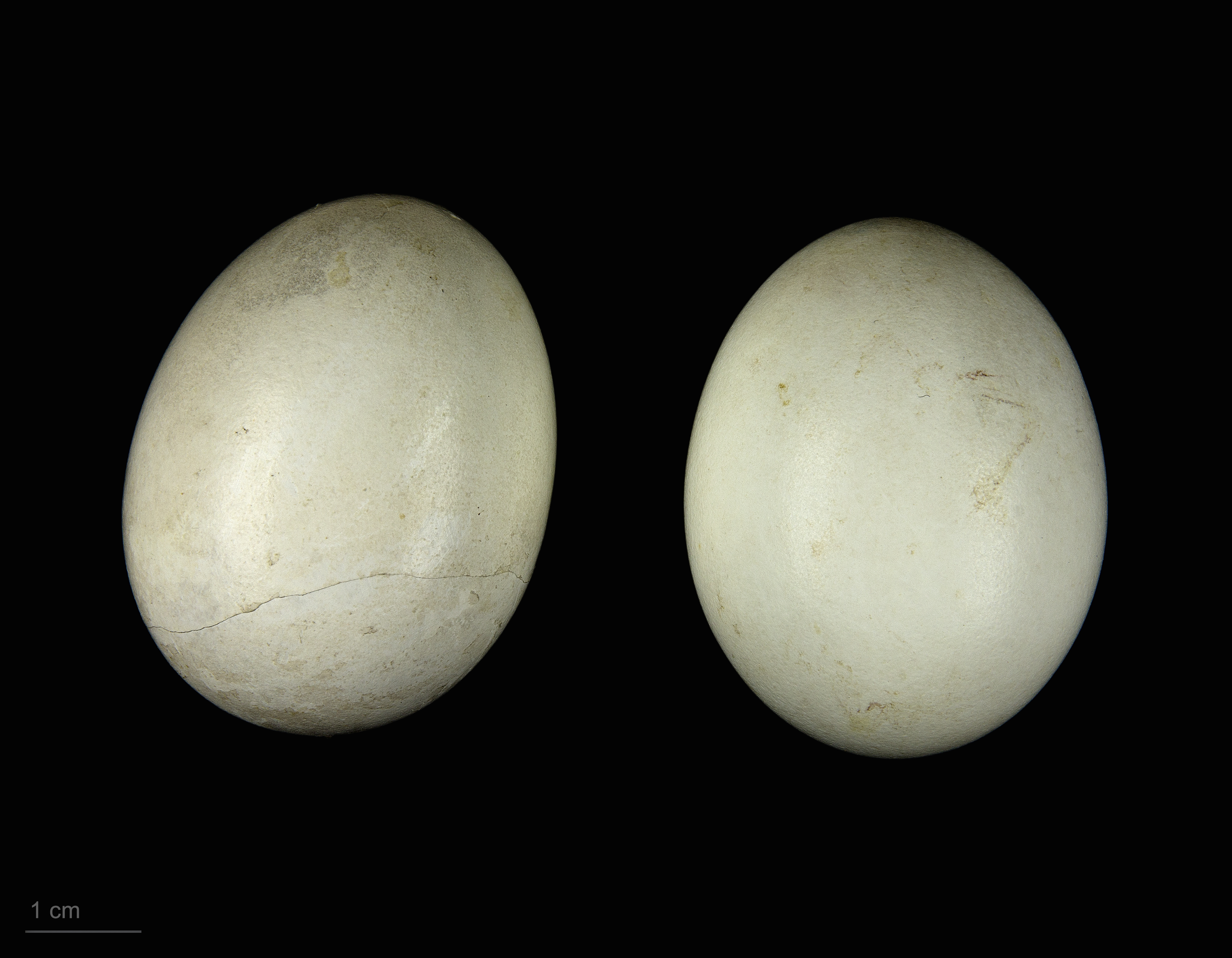
яйце Accipiter badius cenchroides - Тулузький музей

Яструб туркестанський (Accipiter badius) — хижий птах роду яструбів родини яструбових ряду яструбоподібні.

## Опис
Загальна довжина сягає 26-30 см. Самки трохи більше. Схожий на малого яструба, але має вужчі й короткі округлі крила, коротший хвіст. Верхня частина сіра, черево білувате з рудуватими цятками. На білуватому горлі присутня різка поздовжня бурувата смужка. Дзьоб темний. Очі червонувато-бурі. У самців буруваті плями з червонуватим відтінком. Ноги жовтого забарвлення.

## Спосіб життя
Оселяється частіше у вільхових гаях в річкових долинах. Зустрічається поодинці або парами. Політ не такий швидкий і верткий, як в інших яструбів, з меншою кількістю і глибшими змахами крил, частіше ковзає. Менш обережний, ніж інші види яструбів. Полює в присмерках.
Звуки — мелодійний, протяжний посвист «тююю-ві-тююю-ві».

## Поширення
Перелітний птах. Поширений в Азії від Анатолії, Ірану, Туркестану на схід до Кашміру, південну частину Китаю, Індії, Шрі-Ланку, на Нікобарські острови, в Таїланді, В'єтнамі, Лаосі, Камбоджі. В Африці — від Сенегалу, Кот д'Івуару і Нігерії на захід до Еритреї і південно-західній Аравії на схід, на південь до ПАР.

## Використання
Традиція використання яструба туркестанського як птахи під час полювання має давню традицію в Індії та Пакистані. Не даремно сама назва тювик (або шікра) з мови гінді перекладається як мисливець.